# Oswald Gracias
Oswald Gracias (Mumbai, 1944. december 24. –) indiai római katolikus pap, a Mumbai főegyházmegye nyugalmazott érseke, bíboros. 2008-ban az Indiai Katolikus Püspöki Konferencia alelnöke lett, 2010-ben elnökké választották.
Gracias 2010 és 2019 között az Ázsiai Püspöki Konferenciák Szövetségének elnöke volt. 2013-ban kinevezték a Ferenc pápa által létrehozott Bíborosi Tanácsba, amelynek célja, hogy segítsen a katolikus egyház központi igazgatásának reformjában. Graciast 2013-ban papabile bíborosnak tekintették.

## Életrajz

### A kezdetek, felszentelése
Gracias Bombayben (a mai Mumbaiban) született Jervis és Aduzinda Gracias gyermekeként. Iskolai tanulmányait a Mahimban lévő Szent Mihály iskolában végezte, majd a Mumbaiban lévő jezsuita St. Xavier’s College főiskolára járt. Egy év múlva a mumbai Szent X. Piusz Szemináriumba lépett be, ahol filozófiát és teológiát tanult. Graciast 1970. december 20-án szentelte pappá Valerian Gracias (nem rokona). 1971-től 1976-ig Joseph Rodericks jamshedpuri püspök kancellárjaként és titkáraként szolgált.

### Egyházmegyei munka
Gracias 1976 és 1982 között a Pápai Urbaniana Egyetemre járt; kánonjogi doktorátust, jogtudományi diplomát szerzett. Mumbaiba való visszatérése után kancellárrá, a metropolitai törvényszék bírájává és bírósági helynökké nevezték ki. 1982-től a Mumbai főegyházmegye kancellárja volt, 1988-tól pedig a főegyházmegye bírósági helynöke. Gracias 1991-ben érseki tanácsossá nevezték ki. Emellett vendégprofesszorként tanított a mumbai, a poonai és a bangalore-i szemináriumokban. Az Indiai Kánonjogi Társaság elnöke is volt.

### Püspök és érsek
1997. június 28-án II. János Pál pápa kinevezte Graciast a Mumbai főegyházmegye segédpüspökévé és Bladia címzetes püspökévé. Püspökké szentelte őt szeptember 16-án Ivan Dias érsek, Ferdinand Fonseca és Bosco Penha püspökökkel együtt. 2000. szeptember 7-án a pápa Graciast az Agrai főegyházmegye érsekévé nevezte ki. XVI. Benedek pápa 2006. október 14-én a Mumbai főegyházmegye érsekévé nevezte ki. Volt a több rítust tömörítő Indiai Katolikus Püspökök Konferenciája titkára, valamint a latin egyház szervezetének, az Indiai Katolikus Püspöki Konferenciának (CBCI) az elnöke.

### Bíboros
2007. október 17-én XVI. Benedek pápa bejelentette, hogy Graciast és huszonkét másik prelátust a Bíborosi Kollégiumba emeli. A Szent Péter-bazilikában 2007. november 24-i konzisztóriumon a San Paolo della Croce a Corviale-templomot jelölték ki címtemplomául.
2008. február 20-án Graciast megválasztották az Indiai Katolikus Püspöki Konferencia első alelnökévé, amelynek korábban főtitkára volt.
XVI. Benedek pápa 2008. május 6-án a Törvényszövegek Pápai Tanácsa, 2010. július 6-án pedig az Istentiszteleti és Szentségi Fegyelmi Kongregáció tagjává nevezte ki.
2008. szeptember 18-án Washington D.C.-ben Graciast megműtötték a rák egy ritka formája miatt. Teljesen felépült.
Graciast az Ázsiai Püspöki Konferenciák Szövetségének (FABC) főtitkárává választották a szövetséget alkotó 19 püspöki konferencia elnökei, akik 28 ázsiai országot képviselnek. A szervezetet 2010 és 2019 között vezette.
2011. december 29-én kinevezték a Tömegkommunikáció Pápai Tanácsa, 2012. június 12-én pedig a Tanulmányi Intézetek Katolikus Nevelésügyi Kongregációja tagjává. 2012. szeptember 18-án XVI. Benedek pápa kinevezte Graciast szinódusi atyának az Új evangelizációról szóló püspöki szinódus 2012. októberi rendes közgyűlésére.
Gracias mind Agrában, mind Mumbaiban támogatta a jóga tanítását a katolikus iskolákban. 2012-ben ezt írta: „Az előírt testtartások és gyakorlatok révén az ember javítja mindenre kiterjedő jó közérzetét, és képes önmagába merülni, hogy jobban tudjon Istennel közösséget vállalni.”
A 2013-as konklávé idején esélyesnek látták a pápává választásra. Egyike volt azoknak a választó bíborosoknak, akik részt vettek azon a konklávén, amely Ferenc pápát választotta.
2013. április 13-án kinevezték a Bíborosi Tanácsba, egy olyan csoportba, amelyet Ferenc pápa hozott létre, hogy tanácsokkal lássa el őt, és tanulmányozza a Római Kúriáról szóló apostoli konstitúció felülvizsgálatának tervét.
Graciast 2018. február 9-én választották meg kétéves időtartamra a CBCI elnökévé.
2019. december 6-án a Népek Evangelizálása Kongregációja értesítette Graciast, hogy Ferenc pápa azt szeretné, ha Gracias érsek maradna, ugyanis az előírásoknak megfelelően 75 éves korára való tekintettel benyújtotta lemondását. 2020. február 17-én Graciast egy második kétéves ciklusra választották a CBCI elnökévé.
2020. október 15-én Ferenc pápa megújította Gracias megbízatását a Bíborosi Tanácsban.
Ferenc pápa 2025. január 25-én elfogadta lemondását érseki tisztségéről.

## Nézetek és teológia

### Humanae Vitae
Gracias 2018-ban beszédet mondott papoknak VI. Pál pápa Humanae Vitae című pápai enciklikájának emlékére. Beszédében Gracias megerősítette, hogy az egyház „rendíthetetlenül és szilárdan áll az élet felkarolása és fenntartása, valamint az élet ajándékának, minden életnek az elfogadása, ápolása, védelme és felemelése mellett.” A bíboros az enciklikát „az egyház számára nagy ajándéknak” nevezte, mert képes volt meghatározni, hogyan tekint az egyház a házasságra és a családi életre, ugyanakkor a bíboros megjegyezte, hogy az enciklika egyben emlékeztető is arra, hogy „többet kell befektetni a házassági erőfeszítésbe, a párokat fel kell készíteni a házasságra, és gazdagítani kell a már házasok házasságát.”

### Házas papság
Gracias bíboros azt sugallta, hogy a házas papok útja még mindig nyitott lehetőség; a 2019-es püspöki szinóduson a bíboros felszólalásában felvetette, hogy a jelenlegi kánonjog követése lehetőséget adhat házas férfiak pappá szentelésére, megemlítve, hogy különleges felmentések adhatók.

### Abortusz
2020 februárjában Gracias kijelentette, hogy „az emberi életet a fogantatás pillanatától kezdve feltétlenül tiszteletben kell tartani és védeni kell”, rámutatva, hogy „az egyház rendíthetetlenül védelmezi az emberi élet szentségét a fogantatástól a természetes halálig.” Az Indiai Püspöki Konferencia 32. plenáris ülésén Bangaloreban tartott beszédében Gracias elítélte India új abortusztörvényét, amely 24 hétre hosszabbítaná meg a terhesség befejezésének határidjét, és kijelentette, hogy „a püspökök felelőssége, hogy terjesszék Krisztus üzenetét minden emberi élet méltóságáról.”

### Eutanázia
2011 márciusában Gracias megkönnyebbülését fejezte ki az indiai Legfelsőbb Bíróság azon döntése miatt, hogy elutasította a több mint három évtizede félkómában fekvő ápolónő kegyelemgyilkossági kérelmét. A Catholic News Service-nek adott megjegyzésében a bíboros megkönnyebbülését fejezte ki, hogy a bíróság elutasította a kérvényt, kijelentve, hogy „valakinek a halál engedélyezése egyenlő azzal, hogy aktívan támogatja az élet elvételét.”